# 花中四君子
花中四君子，是梅、蘭、竹、菊四种植物的统称。梅在寒冬綻放、蘭花清秀、菊花淡香、竹子節節上升，常被视为君子的象征。還有松樹和頑石，皆得到古代文人的喜歡，常寫入花鳥山水畫中。
四君子是氣節崇高的象徵，常作為中国畫的畫題，也代表四季。不過代表哪個季節，在不同地區有不同說法。中國地區結合象徵意義，普遍有「春蘭、夏竹、秋菊、冬梅」之說。

## 相关文化
- 麻雀牌中的花牌
- 四季名花